# Ектор Кастро
Ектор Кастро (ісп. Héctor Castro; 29 листопада 1904, Монтевідео, Уругвай — 15 вересня 1960, там же) — уругвайський футболіст, нападник. По завершенні ігрової кар'єри — тренер.
Як гравець насамперед відомий виступами за клуби «Насьйональ» та національну збірну Уругваю.
У складі збірної — чемпіон світу, олімпійський чемпіон та дворазовий чемпіон Південної Америки. Як гравець та тренер вигравав чемпіонат Уругваю вісім разів.

## Клубна кар'єра
В тринадцять років отримав травму і втратив кисть правої руки.
У дорослому футболі дебютував 1921 року виступами за команду клубу «Літо», в якій провів три сезони.
Своєю грою за цю команду привернув увагу представників тренерського штабу «Насьйоналя», до складу якого приєднався 1924 року. Всього за команду з Монтевідео відіграв одинадцять сезонів своєї ігрової кар'єри. Один з найкращих гравців та бомбардирів в історії клубу. Тричі вигравав чемпіонат Уругваю.
Протягом 1932—1933 років захищав кольори аргентинського клубу «Естудьянтес».

## Виступи за збірну
1924 року дебютував в офіційних матчах у складі національної збірної Уругваю. Протягом кар'єри у національній команді, яка тривала 12 років, провів у формі головної команди країни лише 25 матчів, забивши 20 голів.
У складі збірної був учасником чотирьох чемпіонатів Південної Америки. Здобув дві золоті нагороди (1926 у Чилі та 1935 у Перу). Срібну медаль отримав на турнірі 1927 року у Перу, а бронзову — 1929 року в Аргентині.
Олімпійський чемпіон 1928 року в Амстердамі. На турнірі провів два матчі. У першому відзначився забитим голом у ворота німецької збірної, другий — зі збірною Аргентини, у фіналі, завершився внічию і командам довелося грати додатковий матч.
На 60-й хвилині матчу з перуанцями забив перший гол збірної Уругваю на чемпіонатах світу. Вдруге на турнірі вийшов на фінальний поєдинок з аргентинцями, встановив остаточний рахунок у матчі. Єдиний однорукий чемпіон світу.

## Кар'єра тренера
Невдовзі по завершенні кар'єри гравця став працювати асистентом головного тренера «Насьйоналя». Згодом очолив тренерський штаб клубу і здобув п'ять золотих нагород чемпіонату Уругваю..
Останнім місцем тренерської роботи була збірна Уругваю у 1959 році.
Помер 15 вересня 1960 року на 56-му році життя у місті Монтевідео.

## Титули і досягнення

### Футболіст
- Чемпіон світу (1): 1930

- Олімпійський чемпіон: 1928

- Чемпіон Південної Америки (2): 1926, 1935
- Срібний призер Чемпіонату Південної Америки: 1927
- Бронзовий призер Чемпіонату Південної Америки: 1929
- Чемпіон Уругваю (3): 1924, 1933, 1934

### Тренер
- Чемпіон Уругваю (5):

«Насьйональ»: 1940, 1941, 1942, 1943, 1952